# Adjelhoc
Adjelhoc è la dicitura ufficiale di un comune rurale del Mali (sovente trascritto Aguel'hoc, Aguelhoc, Aguelhok e simili) facente parte del circondario di Tessalit, nella regione di Kidal.